# Суперкубок Оману з футболу 2022
Суперкубок Оману з футболу 2022  — 20-й розіграш турніру. Матч відбувся 12 серпня 2022 року між чемпіоном і володарем кубка Оману клубом Аль-Сіб та віце-чемпіоном Оману клубом Ан-Нахда.
| Володар Суперкубка Оману 2022 |
| ----------------------------- |
|                               |
| Аль-Сіб Другий титул          |

## Матч

### Деталі
| 12 серпня 2022 17:05 (EEST) |

| Аль-Сіб                 | 2:0      | Ан-Нахда |
| ----------------------- | -------- | -------- |
| Тааїб 84' Аль-Ях'яї 90' | Протокол |          |

| Ель-Саада, Салала |